# گروه سی‌دی‌سی
گروه سی‌دی‌سی (انگلیسی: CDC Group) شرکت دولتی خدمات مالی بریتانیایی است، که در سال ۱۹۴۸ تأسیس شد.